# Peruviaanse Orde van de Zon
Peru werd in 1821 onafhankelijk en heeft de Orde van de Zon van Peru, in het Spaans"(Orden El Sol del Perú"),  ingesteld. Het motief van de zon en diens verering gaat terug op de periode van de Inca. In het Spaans heet de Orde van de Zon "Orden del Sol del Perú". De orde werd op 8 oktober 1821 ingesteld maar in 1825 hield men op de orde te verlenen. De verlening werd in 1921 hervat.
De orde heeft de in het internationale verkeer gebruikelijke vijf graden en wordt aan een paars lint gedragen. Men verleent haar voor burgerlijke en militaire verdiensten.
Het versiersel is een ovale gouden ster met een roodomrand gouden medaillon met het wapen van Peru. Het kleinood wordt met een verhoging in de vorm van een lauwerkrans aan het lint verbonden.
Graden
- Grootkruis
- Grootofficier
- Commandeur
- Officier
- Ridder

Ten gevolge van een Peruviaans staatsbezoek in de jaren 60 werden in Nederland veel versierselen van de Orde van de Zon toegekend. Koningin Juliana, Prins Bernhard, Prinses Beatrix en tal van ministers werden Grootkruis. Uit erfenissen afkomstige versierselen in deze orde worden dat ook vrij geregeld op Nederlandse veilingen aangeboden.
Tot de huidige grootkruisen behoort de befaamde Peruviaanse tenor Juan Diego Flórez
| Grootkruis met Diamanten | Grootkruis | Grootofficier |
| Commandeur               | Officier   | Ridder        |